# Jan Wojciechowski (piłkarz)

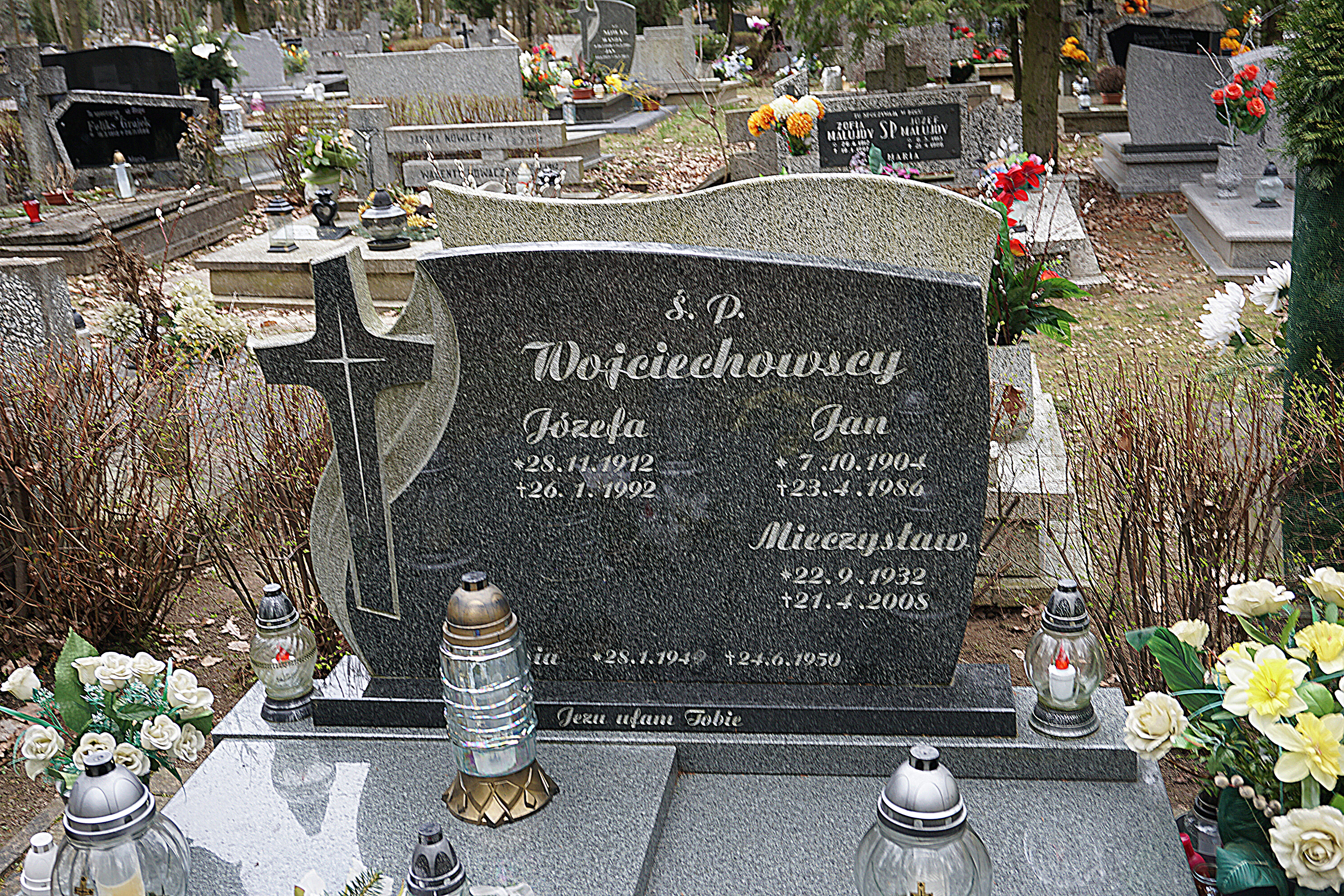
Grób Jana Wojciechowskiego na cmentarzu Miłostowo w Poznaniu

Jan Wojciechowski (ur. 7 października 1904 w Czarnotkach, zm. 23 kwietnia 1986) – polski piłkarz, pomocnik.
Był ligowym piłkarzem Warty Poznań. W jej barwach w 1929 został mistrzem Polski. W reprezentacji Polski oficjalnie debiutował w rozegranym 27 października 1928 spotkaniu z Czechosłowacją, drugi i ostatni raz zagrał w 1930 roku. Brał także udział w trzech meczach – po jednym w 1926, 1928 i 1929 – dziś znajdujących się na liście spotkań nieoficjalnych.
Został pochowany na cmentarzu Miłostowo w Poznaniu (pole 38, kwatera 3).